# Demore Barnes
Pour les articles homonymes, voir Barnes.
Demore Barnes est un acteur canadien né le 26 novembre 1976.

## Filmographie

### Cinéma
- 2000 : Steal This Movie : Student Leader
- 2012 : The Forest : Deputy Ranger
- 2012 : Wrath of Grapes: The Don Cherry Story II
- 2016 : Jean of the Joneses : Michael Harrison

### Courts-métrages
- 2011 : A Day Without Rain
- 2013 : The Cycle of Broken Grace

### Télévision

#### Séries télévisées
- 1989 : Street Cents : Demore (Présentateur)
- 2000 : Sydney Fox, l'aventurière : Mudo
- 2001 : Doc
- 2001-2002 : The Associates : Benjamin Hardaway
- 2002 : This Hour Has 22 Minutes : Lui-même
- 2006-2009 : The Unit : Commando d'élite : Hector Williams
- 2009-2011 : Supernatural : Raphael / Donnie Finnerman
- 2010 : Fringe : Agent Hubert
- 2011 : Against the Wall : Paul Cosetti
- 2011 : Les Vies rêvées d'Erica Strange : Michel Streith
- 2012 : Flashpoint : Fred Camp
- 2012 : Le Transporteur : Leon
- 2012 : XIII, la série : Martin Reynolds
- 2013 : Covert Affairs : ER Doctor
- 2013 : Cracked : Idaris John / Melugo
- 2013 : Hannibal : Tobias Budge
- 2013 : The Listener : Ryan Turner
- 2013-2015 : Hemlock Grove : Michael Chasseur
- 2014 : Katie Chats : Lui-même
- 2015 : Defiance : Dos
- 2015 : Open Heart (en) : Dr. Dominic Karamichaelidis / Dr. Dominic Karmichaelidis
- 2015 : Saving Hope, au-delà de la médecine : Aaron Davis
- 2015 à 2016 : Flash : Henry Hewitt
- 2015 à 2017 : 12 Monkeys : Whitley
- 2016 : Incorporated : Mason
- 2017 : American Gods : M. Ibis
- 2017 : Chicago Justice : Marshall Matthews
- 2017 : Chicago Med : Marshall Matthews
- 2018 : Waco
- 2019 à 2021 : New York, unité spéciale : Chef adjoint Christian Garland
- 2021 : New York, crime organisé (Law & Order: Organized Crime) : Christian Garland (1 épisode)

#### Téléfilms
- 1998 : White Lies : Black Activist
- 1999 : La Mélodie de la vie (en) (If You Believe) : Mark
- 2001 : Seuls dans le noir : Guy In Line
- 2002 : Second String : Waiter
- 2002 : Untitled Secret Service Project : Chuck Wynant
- 2003 : Jasper, Texas : Ricky Horn
- 2011 : Awakening : Simon